# Conochilus deltaicus
Conochilus deltaicus is een raderdiertjessoort uit de familie Conochilidae. De wetenschappelijke naam van deze soort is voor het eerst geldig gepubliceerd in 1960 door Rodewald-Rudescu.